# الحزب الجمهوري التقدمي (تركيا)
الحزب الجمهوري التقدمي (بالتركية: Terakkiperver Cumhuriyet Fırkası, ترقی‌ پرور جمهوریت فرقه‌ سی)‏ كان حزبًا سياسيًا في تركيا بين عامي 1924 و1925 أسسه كل من علي فؤاد باشا وكاظم كارابكر ورفعت (بيلي) باشا وحسين رؤوف أورباي وعدنان أديوار في 17 نوفمبر 1924. لقد تم حظر الحزب في 5 يونيو 1925 بعد ثورة الشيخ سعيد.

## الخلفية
قبل ما يقرب من عام واحد على توقيع كل من اليونان وتركيا على معاهدة لوزان في صيف عام 1924، أُلغيت السلطنة العثمانية وأُعلنت الدولة التركية رسميًا كجمهورية، إيذانًا بنهاية ستة قرون من الخلافة العثمانية. وبعد توقيع معاهدة السلام، تم التنازل عن إسطنبول لحكم القوميين الأتراك حيث انسحبت جيوش الاحتلال في ختام حرب الاستقلال التركية. ومع ذلك، فإن الصراع السياسي الداخلي لم يتم حله بعد، وكان بعض الأعضاء الراسخين في الحركة التركية الوطنية بمن فيهم علي فؤاد باشا، وكاظم كارابكر، وحسين رؤوف أورباي، وعدنان أديوار، قلقين بشكل متزايد من استهدافهم من قبل مصطفى كمال أتاتورك، الذي كان قد حظر بالفعل عودة جمعية الاتحاد والترقي وإلغاء الخلافة. في نوفمبر 1924، وبعد أشهر قليلة من إلغاء الخلافة، انضم أعضاء جمعية الاتحاد والترقي السابقة والحركة الوطنية لتشكيل الحزب الجمهوري التقدمي المعارض لما اعتبروه الحكم الاستبدادي لمصطفى كمال وحزب الشعب الجمهوري الحاكم.

## قادة الحزب

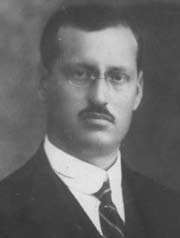
إسماعيل جانبولات (1880-1926)

تألف قادة الحزب من الجنرال المتقاعد كاظم كارابكر الذي أصبح رئيسه، وعدنان أديوار وحسين رؤوف أورباي نائبين له. انضم عدد من الأعضاء السابقين في جمعية الاتحاد والترقي مثل رشدي باشا، وبكر سامي بك قندح، وأحمد سكر بايندير وإسماعيل جانبولات كأعضاء في اللجنة الإدارية المركزية.

## السياسات
فيما يتعلق بالسياسة الداخلية، دعم الحزب الديمقراطية الليبرالية، لكن الحكومة ألقت اللوم عليه لكونه وسيلة الإسلامويين في محاولة تقويض الحكومة المنشأة حديثًا. أغلقت الحكومة الحزب في 5 يونيو بعد أن ألقى مصطفى كمال باشا (أتاتورك) اللوم على كارابكر في تمرد الشيخ سعيد ومحاولة اغتياله في إزمير. نتيجة لذلك، تمت محاكمة كارابكر والعديد من أعضاء الحزب أمام محكمة الاستقلال وسجنوا، رغم إطلاق سراحهم لاحقًا. ومع ذلك، فقد ظل قيد الإقامة الجبرية مع 82 من أعضاء المعارضة لمدة عقدين. وخلال رئاسة عصمت إينونو، تم تأهيله واختياره كعضو في البرلمان وانتخب رئيسًا للجمعية الوطنية بعد نهاية الحرب العالمية الثانية.